# Salas de los Infantes
Pour les articles homonymes, voir Salas.
Salas de los Infantes est une commune d’Espagne, dans la province de Burgos, communauté autonome de Castille-et-León.
La ville tire son nom en référence à la célèbre chanson de geste des Sept Infants de Lara (Cantar de los Siete Infantes de Lara), où le père des sept infants, Gonzalo Gustioz, était seigneur de Salas.